# کرانچ‌بنگ
کرانچ‌بنگ (به انگلیسی: CrunchBang) (اختصاراً !#) یک توزیع گنو/لینوکس بر پایه دبیان بود. این توزیع لینوکس از مدیر پنجره اوپن باکس استفاده می‌کند.
کرانچ‌بنگ طراحی شده تا از مقدار کمی از منابع سیستم را استفاده نماید، این توزیع به جای استفاده از یک محیط میزکار از از مدیر پنجره اوپن باکس استفاده می‌نماید؛ تعداد زیادی از نرم‌افزارهای از پیش نصب شده بر روی کرانچ‌بنگ از ابزار ویجت جی‌تی‌کی+ استفاده می‌کنند.
کرانچ‌بنگ مخزن بسته‌های خود را داشت اما تعداد زیادی از بسته‌های اصلی را از مخازن دبیان تأمین می‌کرد.
فیلیپ نیوبوراو (نیو-بور-او) توسعه دهنده اصلی این توزیع، توسعه آن را در شش فوریه ۲۰۱۵ با انتشار پستی در انجمن رسمی کرانچ‌بنگ، متوقف کرد.

## نسخه‌ها
کرانچ‌بنگ یک نسخه اوپن باکس را برای معماری‌های i686 و amd64 ارائه می‌کرد. تا اکتبر ۲۰۱۰ یک نسخه سبک با تعداد محدودی نرم‌افزار از پیش نصب شده از کرانچ‌بنگ موجود بود که پس از اتمام پشتیبانی از بیس این نسخه که اوبونتو ۹٫۰۴ بود توسعه این نسخه متوقف شد.
کرانچ‌بنگ ۱۰، که در فوریه ۲۰۱۱ در دسترس قرار گرفت اولین نسخه از کرانچ‌بنگ بر پایه دبیان بود. نسخه کنونی، یعنی کرانچ‌بنگ ۱۱ در ۶ می ۲۰۱۳ آماده شد.
هر انتشار از کرانچ‌بنگ در کنار یک شماره یک اسم رمز (code name) دریافت می‌کند، این نام‌ها از کارکترهای برنامه ماپت‌ها گرفته می‌شود. اولین حرف از اسم رمز با اولین حرف از انتشار دبیان یکسان است. (سابقاً در دبیان squeeze کرانچ‌بنگ Statler و هم‌اکنون در دبیان Wheezy کرانچ‌بنگ Waldorf).